# Dilophus macrorhinus
Dilophus macrorhinus är en tvåvingeart som beskrevs av Macquart 1838. Dilophus macrorhinus ingår i släktet Dilophus och familjen hårmyggor. Inga underarter finns listade i Catalogue of Life.